# Pteropera verrucigena
Pteropera verrucigena är en insektsart som beskrevs av Karsch 1891. Pteropera verrucigena ingår i släktet Pteropera och familjen gräshoppor. Inga underarter finns listade i Catalogue of Life.